# Katarina Zdjelar
Katarina Zdjelar cyr. Катарина Здјелар, (ur. 1979 w Belgradzie) – serbska artystka konceptualna i performerka.

## Życiorys
Ukończyła studia w Akademii Sztuk Pięknych w Belgradzie, a następnie kształciła się w Rijksakademie voor Beeldende Kunsten w Amsterdamie. W 2017 zdobyła za swoją twórczość holenderską nagrodę Dolfa Henkesa (Dolf Henkes Prijs), była także nominowana do nagrody Prix de Rome. W 2016 przebywała na rezydencji w Centrum Sztuki Współczesnej Zamek Ujazdowski.
Mieszka w Rotterdamie.

## Twórczość
Specjalizuje się w projekcjach wideo i w performansach, poświęconych konfrontacji odmiennych kultur i tradycji i refleksji nad wpływem uwarunkowań społecznych na tożsamość współczesnego człowieka. Realizowane przez artystkę filmy powstawały w Serbii, Ghanie, Albanii, Norwegii i Słowenii. Prace artystki wystawiano w Antwerpii, Amsterdamie, Barcelonie, Bukareszcie, na 53. Biennale w Wenecji, a także w Muzeum Sztuki w Łodzi. W Łodzi po raz pierwszy prace Zdjelar zaprezentowano w roku 2012. W 2017 zaprezentowano dzieła artystki z ostatnich kilku lat w ramach wystawy Między dźwiękami (kratorka wystawy Maria Morzuch).